# Polowanie na czatach
Polowanie na czatach − jeden ze sposobów polowania.
Pod pojęciem "Polowania na czatach" możemy rozumieć:
- Polowanie z ambony − urządzenia łowieckiego, które daje zwykle ochronę częściową przed warunkami atmosferycznymi (opady, wiatr). Punkt obserwacji ok. 3–4 m nad terenem pozwala zaobserwować zwierzynę, ocenić (zgodnie z zasadami selekcji) i oddać strzał. Ta forma polowania jest chętnie stosowana, szczególnie przez myśliwych, którzy ze względu np. na wiek nie mogą uprawiać polowania z podchodu.
- Polowanie z czatowni  − czatownia jest zwykle urządzeniem łowieckim mniej trwałym od ambony (często zrobiona z trzcin, gałęzi). Pole obserwacji − z poziomu terenu. Czatownię wykonuje się w pobliżu stwierdzonych często przejść zwierzyny (np. dzików) czy też okresowego gromadzenia się zwierzyny np. rykowisko jeleni.
- Polowanie ze stołka − również można uznać za formę polowania "na czatach". Myśliwy zwykle nie jest zamaskowany, ale poprzez właściwie dobrane miejsce (na skraju zarośli, w trzcinach itp.) i strój jest trudno zauważalny przez zwierzynę. Ten sposób polowania chętnie jest stosowany w polowaniu na lisy, jako że lis lubi wychodzić o określonej porze i po określonej trasie. Po zaobserwowaniu lisa i jego nawyków − można określić miejsce skutecznej "zasiadki".